# Платонов Анатолій Георгійович
Анато́лій Гео́ргійович Плато́нов (нар. 15 травня 1927, Херсон — пом. (Вікіпедія рос. дає дату смерті 27 травня 2005 р.) 2001) — український художник, член  Спілки художників СРСР з 1967 року та Спілки художників України з 1970 року.

## Життєпис
Народився 15 травня 1927 року в Херсоні. Брав участь у німецько-радянській війні. До 1951 року служив в Радянській армії. У 1956 році закінчив Одеське державне художнє училище імені М. Б. Грекова (навчався у Григорія Крижевського та Миколи Павлюка). Член КПРС з 1964 року.
З 1957 року брав участь в обласних, республіканських, всесоюзних і міжнародних виставках. Персональні виставки відбувались в Києві, Миколаєві, Херсоні, за кордоном — в Болгарії, Німеччині, Польщі, Угорщині.
Перший голова творчої організації Херсона, очолював її 10 років — з 1971 по 1981 рік.
Жив в Херсоні в будинку на вулиці Піонерській, 119. Помер у 2001 році.

## Творчість
Працював в галузі станкового живопису. Твори:
- «Корабель перед спуском» — 1957;
- «На фронт» — 1958;
- «У порту» — 1960;
- «Вітряний день» — 1965;
- «На стапелях» — 1967;
- «Сім'я» — 1968;
- «Сполох» — 1968;
- «Сполох» — 1969;
- «Березень» — 1971;
- «Блакитний день» — 1973;
- «Балада про солдата» — 1973;
- «Маки» — 1975;
- «У Седневі» — 1978;
- «Плавніа» — 1979;
- «П'ятницька церква в Чернігові» — 1981;
- «Околиця Чернігова» — 1982;
- «Дворик» — 1983;
- «Зимка» — 1985;
- «Херсонес» — 1986;
- «Осінь у горах» — 1988;
- «Старий Львів» — 1990;
- «Церква святого Юра» — 1991;
- «Хотинська фортеця» — 1995;
- «Весна 1945»;
- «Собор у Чернігові»;
- серії пейзажів «Архітектурні пам'ятки України», «Болгарія», «Крим», «Прибалтика», «Седнів».

1985 року виданий каталог робіт «Анатолій Платонов».

## Відзнаки
- Нагороджений орденом Вітчизняної війни 2 ступеня (6 квітня 1985)[3];
- Заслужений художник України з 1992 року;
- Народний художник України з 1999 року.
- Дипломант Міністерства культури і мистецтв України та Національної Спілки художників України 2001 року.